# Потебня, Андрей Александрович
Андрей Александрович Потебня (23 мая 1870, Харьков — 7 марта 1919) — российский миколог, ботаник, специалист в области болезней растений.

## Биография
В первые годы XX века начал свою научную деятельность в Харьковском университете Андрей Александрович Потебня, ученик Л. В. Рейнгарда, сын известного филолога, профессора Харьковского университета Александра Афанасьевича Потебни.
По окончании университета, в 1894 г. и А. А. Потебня был принят на работу в департамент земледелия и вскоре командирован в Бессарабию в филоксерный комитет, занимавшийся борьбой с вредителем виноградников, тлёй филоксерой. Работая здесь, А. А. Потебня проявил интерес к изучению грибных паразитов винограда и других растений, и провёл свои первые микологические исследования. В конце 1897 г. А. А. Потебня отправился за границу, где прослушал лекции ведущих микологов того времени. В Берлине А. А. Потебня обучался у А. Б. Франка, в Берне у Э. Фишера, в Париже — у П. Виаля, Э. Ж. Делякруа и других специалистов.
По возвращении из командировки в 1898 году, А. А. Потебня получил должность ботаника-садовода Никитского ботанического сада. Работая в этой должности, он в 1900 г. выдержал магистерский экзамен, а в 1903 г. был зачислен в Харьковский университет приват-доцентом с чтением курса «Болезни растений». В июле 1904 г. во время русско-японской войны, А. А. Потебня был призван в качестве прапорщика на действительную военную службу, где пробыл до конца 1905 г. Затем он снова возобновил работу в Харьковском университете, где стал читать уже два курса — «Болезни растений» и «Микробиология».
В 1906 году в Санкт-Петербургском издании издании Девриена выходит «Руководство по виноградарству» которое ботаник Владислав Яковлевич Скробишевский написал в соавторстве с А. А. Потебня.
Через год, А. А. Потебня получил очередную заграничную командировку, на этот раз в Гамбургский ботанический институт, в лабораторию профессора Г. Клебана, ведущего специалиста по ржавчинным грибам. Здесь Андрей Александрович собрал обширный гербарий этих организмов, до сих пор хранящийся в фондах кафедры микологии и фитоиммунологии ХНУ. По возвращении из Гамбурга, в 1908 г. А. А. Потебня защитил магистерскую диссертацию и был утверждён в степени магистра ботаники.
С 1913 г. Андрей Александрович основал отдел фитопатологии Харьковской областной сельскохозяйственной опытной станции (XOC-XOC), и стал его первым заведующим. На базе отдела он инициировал широкомасштабные микологические и фитопатологические исследования с привлечением широкого круга учеников и коллег. Из числа студентов, специализировавшихся у профессора В. М. Арнодьди в области альгологии, в открывшуюся лабораторию был приглашён Т. Д. Страхов, впоследствии принявший заведование фитопатологическим отделом ХОС-ХОС и продолжавший после смерти А. А. Потебни фитопатологические работы.
События 1917 г. негативно отразились на научной и педагогической работе Андрея Александровича. В 1919 г. в числе других сотрудников ХОС-ХОС он был направлен на «общественные работы», организованные новыми властями. Хотя эти работы носили принудительный характер, А. А. Потебня будучи руководителем отдела, имел возможность от них отказаться. Однако чувство солидарности с коллегами не позволило Андрею Александровичу остаться в стороне. Участвуя в работах, он заболел пневмонией, и умер в возрасте 49 лет, оставив незавершёнными целый ряд фундаментальных исследований.
Научные интересы А. А. Потебни в основном были сконцентрированы на проблемах биологии сумчатых и анаморфных грибов. Андрей Александрович провёл глубокие исследования взаимосвязи анаморфы и телеоморфы в жизненном цикле пиреномицетов и асколокулярных грибов и показал единство бесполой и половой стадий для нескольких десятков видов этих организмов. Среди работ А. А. Потебни, посвящённых данному вопросу, наиболее значительными являются статьи «Mycologische Studien» («Микологические исследования», 1907 г.) и «Некоторые данные к морфологии и систематике аскомицетов» (1909 г.), а также магистерская диссертация «К истории развития некоторых аскомицетов: Mycosphaerella, Gnomonia, Glomerella и Pseudopeziza» (1910 г.).
Значительной заслугой Андрея Александровича является проведенная им реформа общепринятой в те годы системы анаморфных грибов П. А. Саккардо. На основании глубокого анализа структуры спороношений семейства Tuberculariaceae, А. А. Потебня показал, что конидиомы этих грибов представляют собой спороложа с выпуклым базальным слоем — спородохии. В связи с этим, данное семейство было перенесено им из Hyphomycetales в Acervulales (= Melanconiales). Одновременно, Андрей Александрович изменил статус коремиальных форм (семейство Stilbaceae Sacc.), возведя их в ранг самостоятельного порядка Coremiales. Этот подход до сих пор используется в классификации анаморфных грибов.
Значительное внимание Андрей Александрович уделил вопросам анатомии, физиологии и биологии фитопатогенных грибов. Его работы «К вопросу об Exobasidium vitis Pril.» (1897 г.), «Движение плазмы в гифах грибов» (1907 г.), «Новый возбудитель рака яблони Phacidiella discolor (Mont. et Sacc.) A. Pot., его морфология и история развития» (1912 г.), «Новые пиреномицеты лоха (Elaeagnus angustifolia) и сопутствующие конидиальные формы» (1912 г.) и др. внесли значительный вклад в решение частных вопросов микологии и фитопатологии.
Стремясь расширить свой научный кругозор, А. А. Потебня вёл активную переписку и обмен гербарными образцами с ведущими микологами своего времени — П. А. Саккардо, О. Яппом, А. А. Ячевским, А. С. Бондарцевым, В. Ф. Бухгольцем, Н. Я. Шестуновым. В фондах кафедры микологии ХНУ сохранились присланные А. А. Потебне в подарок эксиккаты О. Яппа «Fungi selecti exsiccati», и 18-томный гербарий А. С. Бондарцева, В. Ф. Бухгольца «Fungi Rossici Exsiccati». Дружеские отношения А. А. Потебни с великим итальянским микологом П. А. Саккардо нашли отражение в названиях описанных ими видов: Андрей Александрович в 1907 г. назвал в честь коллеги открытый им вид Sphaerulina saccardiana Potebnia, а П. А. Саккардо, в свою очередь, дал имя А. А. Потебни другому виду того же рода — Sphaerulina potebniae Sacc. Типовые образцы обоих видов до сих пор хранятся в гербарии кафедры микологии и фитоиммунологии ХНУ.
Большой исторический и научный интерес представляет сохранившаяся переписка А. А. Потебни с Н. Я. Шестуновым. Этот учёный проводил в 1906—1910 гг. сборы грибов на Северном Кавказе и Сибири, и описал несколько новых для науки видов. Будучи педантичным и осторожным исследователем, он высылал образцы интересных находок на проверку опытным коллегам — К. Г. Ллойду (Цинциннати, США), А. А. Ячевскому (Санкт-Петербург, Россия) и А. А. Потебне. В одном из своих писем Андрею Александровичу, Н. Я. Шестунов просит его высказать своё мнение о ряде образцов и прокомментировать определения А. А. Ячевского. К письму прилагаются образцы, рисунки и фотографии предполагаемых новых видов. В своем ответе, А. А. Потебня проводит развёрнутый анализ присланного материала, высказывая оригинальные и прогрессивные суждения. Переписка учёных хранится в архиве кафедры.
Андрей Александрович был выдающимся, непревзойденным в украинской микологии коллектором-гербаризатором. Им был собран и упорядочен микологический гербарий, из которого в настоящее время сохранилось свыше 3000 образцов, преимущественно ржавчинных, головневых, сумчатых и анаморфных грибов. Наиболее интересная часть коллекции оформлена в виде 8-томных эксиккатов «Herbarium Rossicum Universitatis Cesareae Charkoviensis». Сюда вошли не только собственные находки А. А. Потебни сборов 1901—1907 гг., но и идентифицированные им материалы В. М. Черняева, А. С. Питра, К. К. Пенго и М. А. Алексеенко.
Значительный вклад внёс А. А. Потебня в изучение биологического разнообразия грибов Харьковщины. В своих работах «Fungi Imperfecti южной России» (1900 г.) и «Материалы к микологической флоре Курской и Харьковской губернии» (1910 г.) А. А. Потебня отметил на исследованных территориях несколько сотен видов грибов. В 1914 г. Андрей Александрович начал работу над обширной монографией «Грибные паразиты высших растений Харьковской и смежных губерний», которая была призвана обобщить бы сведения о разнообразии фитопатогенных организмов востока Украины. В 1915—1916 гг. вышли в свет первые два тома книги, посвящённые бактериям, простейшим, слизевикам, жгутиковым и сумчатым грибам. Преждевременная смерть А. А. Потебни прервала работу над этим уникальным изданием. В фондах Центральной научной библиотеки ХНУ сохраняется незаконченная рукопись третьего тома (посвящённого пиреномицетам) и наброски рисунков к ней.
Исследуя разнообразие грибов Харьковщины, А. А. Потебня описал значительное число новых для науки таксонов. Им установлены рода Сicinnobulus, Phacidiella и Myxosporium, а также описано 8 новых видов и 4 разновидности: Сicinnobulus polygoni Potebnia, Coniothyrium lathyri Potebnia, Coniothyrium piricolum Potebnia, Cytospora syringae Sacc. var. brevipes Potebnia, Didymosphaeria massarioides Sacc. et Brunaud. var. major Potebnia, Fusicoccum microsporum Potebnia, Fusicoccum pruni Potebnia, Leptosphaeria periclymeni Oud. var. tatarica Potebnia, Phoma herbarum Westend. var. daturae Potebnia, Phyllosticta bromi Potebnia, Sordaria lappae Potebnia и Sphaerulina saccardiana Potebnia.
Заслуги А. А. Потебни были признаны современниками и последователями. Даже спустя многие годы после его смерти, именем А. А. Потебни продолжают называть новые таксоны. В честь Андрея Александровича назван род Potebniamyces Smerlis, включающий в настоящее время 5 видов, а также 4 вида грибов: Camarosporium potebniae Sacc. et Trotter, Cladosporium potebniae Pidopl. et Deniak, Cylindrosporium potebniae Vasiljevsky и Sphaerulina potebniae Sacc.